# جامعة هاله
جامعة هَلّه أو جامعة هاله، واسمها الرسمي جامعة مارتن لوثر في هاله-فيتنبرغ (بالألمانية: Martin-Luther-Universität Halle-Wittenberg)‏ وتعرف اختصارًا باسم MLU، هي جامعة بحثية عامة مقرها مدينتا هاله وفيتنبرغ بولاية سكسونيا-أنهالت الألمانية.
يدرس طلبة الجامعة باللغتين الألمانية والإنجليزية (للأجانب) وتمنح الجامعة درجات البكالوريوس في الآداب، والبكالوريوس في العلوم، والماجستير في الآداب، والماجستير في العلوم، ودكتوراه الفلسفة ودكتوراه العلوم وشهادة التأهيل لدرجة الأستاذية.
أُنشِئت الجامعة سنة 1817 باندماج جامعتي فيتنبرغ (التي أُسِّسَت سنة 1502) وهاله (التي أُسِّسَت سنة 1691)، وسميت الجامعة تيمنًا بالمصلح الديني البروتستانتي مارتن لوثر، الذي كان أستاذًا بجامعة فيتنبرغ. وتبعد مدينتا هاله وفيتنبرغ حوالي ساعة بالقطار السريع من العاصمة برلين.

## تاريخ الجامعة
أسِّسَت جامعة فيتنبرغ سنة 1502 على يد فريدرش الحكيم، أمير سكسونيا الناخب، وتحت تأثير فيليب ملانكتون تحولت الجامعة إلى مركز للإصلاح البروتستانتي.
أما جامعة هاله فأُسِّسَت سنة 1694 على يد فريدريك الثالث، أمير براندنبورغ الناخب، الذي أصبح سنة 1701 ملكًا على بروسيا تحت اسم فريدريك الأول، وقد تحولت هاله فيما بعد بدورها إلى مركز للحركة التقوية في بروسيا.
صارت الجامعتان في القرنين السابع عشر والثامن عشر مركزين للتنوير في ألمانيا، وكان كريستيان فولف من أبرز مناصري العقلانية، وكان له تأثير على العديد من الفلاسفة الألمان مثل إيمانويل كانط. كما كان كريستيان توماسيوس ـ في ذات الفترة الزمنية ـ أول فيلسوف يلقي المحاضرات على طلبته بالألمانية لا اللاتينية كما جرت عليه عادة ذلك الزمان.
أغلقت جامعة فيتنبرغ أبوابها سنة 1813 إبان الحروب النابليونية، وبعد أن مُنحت مدينة فيتنبرغ لبروسيا بموجب مؤتمر فيينا سنة 1815، ضُمت جامعتها إلى جامعة هاله البروسية سنة 1817.

## كليات الجامعة

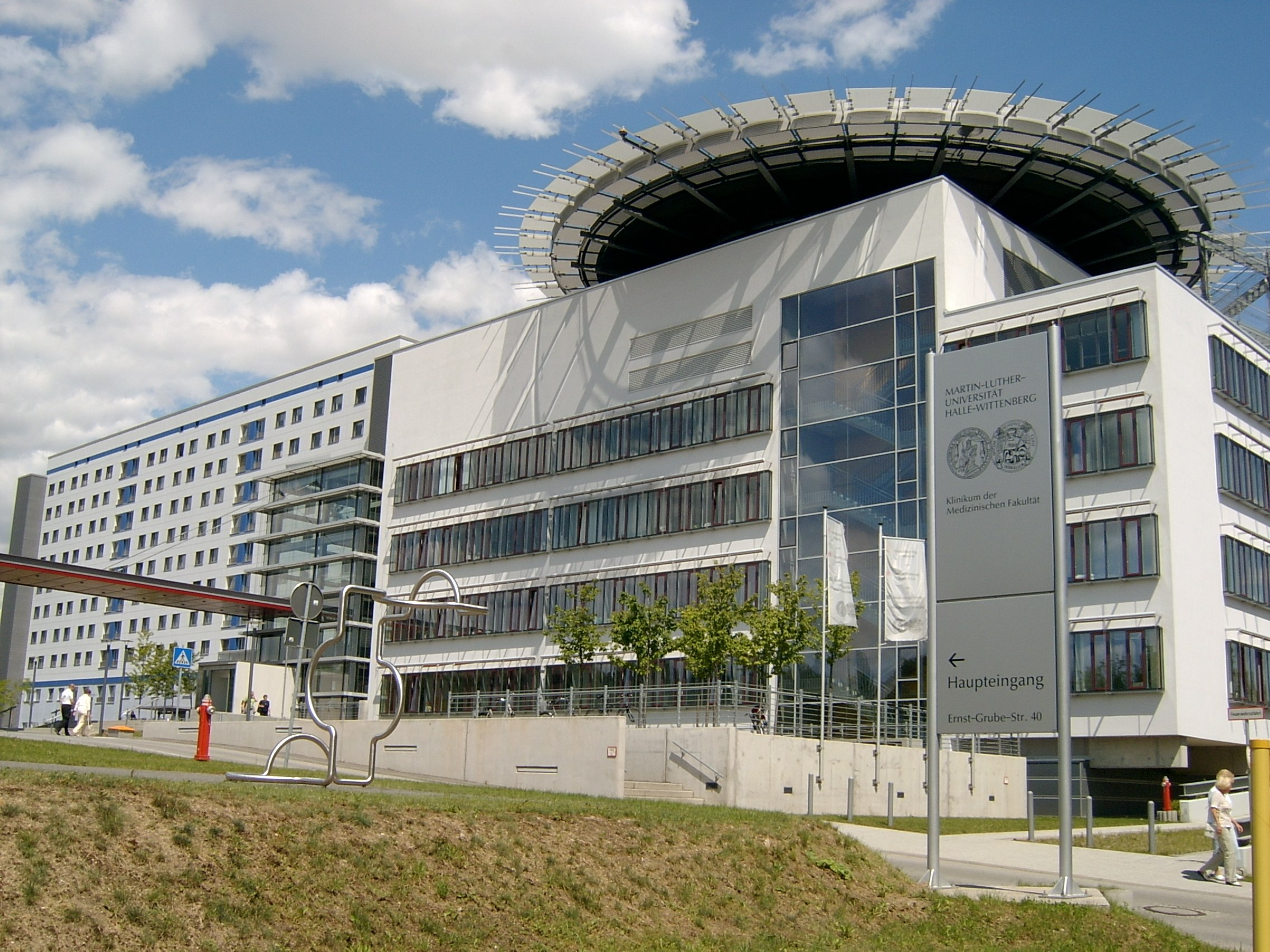
المستشفى الجامعي في هاله

تضم جامعة هاله-فيتنبرغ 9 كليات جامعية هي:
- كلية اللاهوت[6]
- كلية القانون والاقتصاد[7]
- كلية الطب[8]
- كلية الفلسفة الأولى (وتضم أقسام الدراسات الاجتماعية والثقافية، والتاريخ)[9]
- كلية الفلسفة الثانية (وتضم أقسام اللغات القديمة والحديثة، ودراسات التواصل، والموسيقى)[10]
- كلية الفلسفة الثالثة (العلوم التربوية)[11]
- كلية العلوم الطبيعية الأولى (وتضم أقسام الكيمياء الحيوية، وعلم الأحياء، والصيدلة)[12]
- كلية العلوم الطبيعية الثانية (وتضم قسمي الفيزياء والكيمياء)[13]
- كلية العلوم الطبيعية الثالثة (وتضم أقسام الزراعة، والجيولوجيا، والرياضيات، وعلوم الحاسب)[14]

## من مشاهير خريجي وأساتذة الجامعة

### حاصلون على جائزة نوبل
- إميل فون بهرنغ: طبيب ألماني حاصل على جائزة نوبل في الطب سنة 1901 (أول من حصل على جائزة نوبل في الطب على الإطلاق).
- غوستاف هرتس: عالم فيزياء تجريبية ألماني. حصل على جائزة نوبل في الفيزياء سنة 1925.
- هرمان شتاودنغر: كيميائي ألماني حصل على جائزة نوبل في الكيمياء سنة 1953.
- كارل تزيغلر: كيميائي ألماني، حصل على جائزة نوبل في الكيمياء سنة 1963.

### آخرون
- لودفيغ أخيم فون أرنم: شاعر وروائي ألماني.
- إدموند هوسرل: فيلسوف ورياضياتي ألماني.
- أنطوني وليام أمو (أنطون فيلهلم أمو) (1703 ـ حوالي 1759): أول أفريقي أسود ينتمي إلى دولة من بلاد جنوب الصحراء الكبرى يتلقى تعليمه بجامعة أوروبية. كان فيلسوفًا مرموقًا وقام بالتدريس في جامعتي هاله ويينا.
- أوسفالد شبينغلر: مؤرخ وفيلسوف ألماني.
- جورج كانتور: عالم رياضيات ألماني.
- جوردانو برونو: قس وفيلسوف دومنيكاني إيطالي.
- دوروتيا إركسليبن (1715 ـ 1762) أول امرأة تعمل بالطب في ألمانيا.
- سفين هيدين: مستكشف ومصور و جيولوجي سويدي.
- فريدرش موس: عالم معادن وجيولوجي ألماني.
- فريدريك مولنبرغر (1750 ـ 1801) أول رئيس لمجلس النواب الأمريكي، ووالده هنري مولنبرغر.
- فلهيلم إدوارد فيبر: عالم فيزياء ألماني.
- كريستيان هندريك برسون: عالم فطريات جنوب إفريقي.
- لودفيغ تيك: شاعر ومترجم ومحرر وروائي ألماني.
- مارتن لوثر: مصلح ديني مسيحي.
- هاندل: مؤلف موسيقي إنجليزي من أصل ألماني.
- هانز ديتريش غينشر (نائب مستشار الجمهورية الألمانية وأطول وزير خارجية ألماني بقاء في منصبه)
- هيرمان أبيرت: مؤرخ موسيقي ألماني.
- يوليوس فلهاوزن: باحث توراتي ومستشرق ألماني، وصاحب الفرضية الوثائقية.
- يوهان ديفيد ميخائيلس: لاهوتي ومستشرق ألماني.
- يوهان ريسكه: مستشرق ألماني.

## وصلات خارجية
- الموقع الرسمي